# Sarah Kazemy
Sarah Kazemy (en persan : سارا کاظمی) est une actrice française née le 26 octobre 1987 à Neuilly-sur-Seine (Hauts-de-Seine).

## Biographie
Sarah Kazemy est né d’un père iranien et une mère d’origine algérienne. Elle a fait des études de littérature puis de Droit à l'Université Paris 12 avant d'être repérée pour le cinéma.
Elle parle couramment l'anglais, le français et le persan et a étudié l'arabe, l'allemand et l'italien.

### Carrière
Sarah Kazemy n'avait aucune expérience lorsqu'elle rencontra Maryam Keshavarz qui lui a demandé de jouer l'un des rôles principaux dans le film indépendant iranien En secret primé à Sundance. Depuis la publication du film, Sarah est interdite de séjour en Iran. Elle joue une jeune femme qui découvre sa sexualité et a une relation avec une autre femme, et obtient le prix d'interprétation du festival Chéries-Chéris en 2011 grâce à ce rôle.

## Filmographie
- 2012 : En secret de Maryam Keshavarz
- 2013 : Salaud, on t'aime de Claude Lelouch
- 2014 : Kanyamakan de Saïd Naciri
- 2016 : Le Bureau des Légendes (saison 2)
- 2018 : This teacher de Mark Jackson
- 2019 : House of La Reine de Lisa Tedesco